# Покровский, Андрей Георгиевич (вирусолог)
Андре́й Гео́ргиевич Покро́вский (род. 5 сентября 1952 года) — советский и российский учёный-вирусолог, специалист в области вирусологии и молекулярной биологии, член-корреспондент РАН (2016).
В 1975 году — окончил Новосибирский государственный медицинский институт (сейчас — Новосибирский государственный медицинский университет), специальность «Лечебное дело».
С 1992 года — преподает в Новосибирском государственном университете, с 1998 года — профессор, заведующий кафедрой фундаментальной медицины НГУ, с 2002 года — декан медицинского факультета НГУ.
В 1994 году — защитил докторскую диссертацию, тема: «Иммунологические вирусспецифические маркеры и ингибиторы репродукции ВИЧ-инфекции».
Автор более 100 научных трудов, в том числе более 30 изобретений.
Под его руководством защищены девять кандидатских диссертаций.
В 2016 году — избран членом-корреспондентом РАН.
В настоящее время — директор Института медицины и психологии В. Зельмана НГУ.

## Награды
- Премия Правительства Российской Федерации в области науки и техники (1997) — за разработку и внедрение в промышленное производство диагностических тест-систем для диагностики ВИЧ-инфекции, гепатитов А, В и С.